# Benita Hume
Pour les articles homonymes, voir Hume.
Benita Hume est une actrice britannique, née à Londres (Angleterre) le 14 octobre 1906, morte d'un cancer à Egerton (Angleterre) le 1er novembre 1967.

## Biographie
Au théâtre, Benita Hume joue une seule fois à Broadway en 1930, dans Symphony in Two Flats, pièce de (et interprétée par) Ivor Novello, mise en scène par Raymond Massey.
Au cinéma, elle tourne une quarantaine de films, britanniques et américains, à partir de 1925 (dont l'adaptation filmée, en 1930, de la pièce précitée) et jusqu'en 1938, année où elle met un terme définitif à sa carrière cinématographique.
Par la suite, elle participe uniquement à quelques émissions radiophoniques et, en 1953 et 1955, à deux séries pour la télévision.
Elle est la sœur du scénariste Cyril Hume, et l'épouse de Ronald Colman (de 1938 à la mort de celui-ci en 1958), puis (de 1959 à son propre décès en 1967) de George Sanders.

## Filmographie

### Années 1920
- 1925 : The Happy Ending de George A. Cooper
- 1926 : Second to None de Jack Raymond
- 1928 : Le passé ne meurt pas (Easy Virtue) d'Alfred Hitchcock (non créditée)
- 1928 : The Light Woman produit par Michael Balcon
- 1928 : Balaclava de Maurice Elvey et Milton Rosmer
- 1928 : South Sea Bubble de T. Hayes Hunter
- 1928 : The Constant Nymph d'Adrian Brunel
- 1928 : Point ne tueras (High Treason) de Maurice Elvey
- 1929 : The Wrecker (en) de Geza Von Bolvary
- 1929 : The Clue of the New Pin d'Arthur Maude

### Années 1930
- 1930 : The House of the Arrow de Leslie S. Hiscott
- 1930 : The Lady of the Lake de James A. FirtzPatrick
- 1930 : Symphony in Two Flats de Gareth Gundrey
- 1931 : The Happy Ending de Millard Webb
- 1931 : The Flying Fool de Walter Summers
- 1931 : A Honeymoon Adventure de Maurice Elvey
- 1932 : Women who play d'Arthur Rosson
- 1932 : Men of Steel de George King
- 1932 : Service for Ladies d'Alexander Korda
- 1932 : Help yourself de John Daumery
- 1932 : Diamond Cut Diamond de Fred Niblo et Maurice Elvey
- 1932 : Sally Bishop de T. Hayes Hunter
- 1932 : Lord Camber's Ladies de Benn W. Levy
- 1933 : The Little Damozel de Herbert Wilcox
- 1933 : Une nuit seulement (Only Yesterday) de John M. Stahl
- 1933 : Discord de Henry Edwards
- 1933 : Clear all Wires ! de George W. Hill
- 1933 : Looking Forward de Clarence Brown
- 1933 : Le Bateau-tripot (Gambling Ship) de Louis J. Gasnier et Max Marcin
- 1933 : The Worst Woman in Paris ? de Monta Bell
- 1934 : Le Juif Süss (Jew Suss) de Lothar Mendes
- 1934 : La Vie privée de Don Juan (The Private Life of Don Juan) d'Alexander Korda
- 1935 : 18 Minutes de Monty Banks
- 1935 : The Divine Spark de Carmine Gallone
- 1935 : Le Gai Mensonge (The Gay Deception) de William Wyler
- 1936 : L'Affaire Garden (The Garden Murder Case), d'Edwin L. Marin
- 1936 : Tarzan s'évade (Tarzan Escapes) de Richard Thorpe
- 1936 : Rainbow on the River de Kurt Neumann
- 1936 : Suzy de George Fitzmaurice
- 1936 : Moonlight Murder d'Edwin L. Marin
- 1937 : La Fin de Mme Cheyney (The Last of Mrs. Cheyney) de Richard Boleslawski
- 1938 : Circus Kid (Peck's Bad Boy with the Circus) d'Edward F. Cline